# Jugoslawiens Fußballer des Jahres
Der Titel Fußballer des Jahres wurde in Jugoslawien zwischen 1972 und 1990 vergeben.
Letzter Preisträger war Robert Prosinečki. Die meisten Ehrungen (je 2) erhielten Dragan Stojković und Velimir Zajec.
Die Preisträger sind:
- 1990: Robert Prosinečki
- 1989: Dragan Stojković
- 1988: Dragan Stojković
- 1987: Marko Mlinarić
- 1986: Semir Tuce
- 1985: Blaž Slišković
- 1984: Velimir Zajec
- 1983: Zoran Simović
- 1982: Ivan Gudelj
- 1981: Zlatko Vujović
- 1980: Vladimir Petrović
- 1979: Velimir Zajec
- 1979: Safet Sušić
- 1978: Vilson Džoni
- 1978: Nenad Stojković
- 1977: Dražen Mužinić
- 1976: Ivo Šurjak
- 1975: Ivan Buljan
- 1974: Josip Katalinski
- 1973: Enver Marić
- 1972: Dušan Bajević